# Péter Jecza
Péter Jecza (n. 16 octombrie 1939, Sfântu Gheorghe – d. 24 martie 2009, Timișoara) a fost un sculptor și sculptor monumentalist român de etnie maghiară, profesor de sculptură la Facultatea de Arte a Universității de Vest din Timișoara, România,, iar, alternativ, a fost și profesor de diferite discipline artistice, respectiv profesor de sculptură la Institutul Politehnic Timișoara.
Ca artist plastic vizual, Péter Jecza, specializat în sculptură, a excelat în sculptură de interior și monumentală, în busturi și portrete, în sculpturi din domeniile artei religioasă și a monumentelor funerare, realizând, de asemenea, medalii și plachete, respectiv monade, diade și triade.

## Biografie

### Studii
Născut în 16 octombrie 1939 la Sfântu Gheorghe, în județul Covasna, România, Peter Jecza, a urmat (între 1953 și 1957) cursurile Școlii Medie de Arte Plastice din Târgu Mureș, avându-l ca profesor pe Izak Martin. Apoi, între 1957 și 1963 a fost student al Institutului de Arte Plastice și Decorative Ion Andreescu din Cluj, avându-i ca profesori pe Andras Kos, Virgil Fulicea și Romul Ladea.

### Biografie artistică
- 1960 — Bursa republicană de merit
- 1960 — Prima manifestare artistică republicană (Sala Kalinderu, București - Festivalul republican al Institutelor de artă: Premiul I la secția Sculptură)
- 1962 — Bursa de merit "Ion Andreescu"
- 1962 — Premiul Festivalului republican al institutelor de artă
- 1963 — Este numit cadru didactic la Facultatea de Arte Plastice a Universității din Timișoara

## Activitate academică
- 1963 - 1979 — Cadru didactic la Facultatea de Arte a Universității Timișoara
- 1979 - 1984 — Facultatea de Arte desființându-se, se transferă la Institutul Politehnic - Departamentul de Arhitectură, unde predă disciplinele de Studiul formei
- 1984 — Se desființează Departamentul de arhitectură al Institutului Politehnic; drept urmare, se transferă la Catedra de desen și geometrie descriptivă în cadrul aceluiași institut
- 1984 - 1989 — Predă disciplina de Desen și geometrie descriptivă la Institutul Politehnic Timișoara (1990 - 2002) în calitate de Profesor de sculptură la Facultatea de Arte din cadrul Universității de Vest, Timișoara, reînființată după 1990. În decursul acelor ani a predat următoarele discipline, Bazele compoziției pentru sculptură, Compoziție pentru sculptură, Modelaj, Crochiuri și studii scurte și Tehnici de transpunere în sculptură.
- În anul universitar 2001-2002, fiind la Institutul Politehnic Timișoara, predă, la studenții din anul de Studii aprofundate, disciplina Conștientizarea și aprofundarea gramaticii volumelor în proiectele de creație.

## Operă
Artistul plastic Jecza, specializat în sculptură, a excelat în umătoarele subdiscipline ale sculpturii, 
- Artă religioasă
- Artă monumentală
- Busturi
- Portrete
- Monade, diade și triade
- Monumente funerare
- Medalii și plachete
- Sculptura de interior

## Expoziții
Începând cu anul 1972, sculptorul Peter Jecza a avut un număr foarte mare de expoziții, cu precădere în străinătate, mai precis în Germania. Seria de expoziții personale este deschisă la 14 mai 1972 la Galeria „Palette“ din localitatea germană Wuppertal. Această primă expoziție personală a fost deschisă publicului până la 30 iunie, și a cuprins un număr mare de exponate realizate de sculptor.
În România, prima sa expoziție va avea loc un an mai târziu, în 1973, la Galeria „Apollo“ din București. Seria expozițiilor sale continuă, în special în Germania, în orașe ca Berlin, Düsseldorf, Essen, Köln. În România, Jecza expune doar în București, Timișoara, Cluj și Lugoj. În țară ultima sa expoziție va fi în 1996 la Galeria „Dure“ din Timișoara, iar în străinătate, în 1997, la Galeria „Il Quadro“ din Aachen, Germania.

### În țară
- 1973 — Galeria "Apollo", București
- 1982 — decembrie 1982 - Galeria Korunk, Cluj
- 1986 — (30 mai - 22 iunie) - Galeria Pro Arte, Lugoj
- 1993 — (16 octombrie - 30 octombrie), Galeria 28, Timișoara
- 1996 — (13 decembrie - 28 decembrie), Galeria Dure, Timișoara

### În străinătate
- 1972 — (14 mai - 30 iunie) - Galeria Palette, Röderhaus, Wuppertal, Germania
- 1973 — Expoziție în Hofgeismar, Germania
- 1977 — Galeria Palette, Wuppertal, Germania
- 1977 — Galerie am Markt, Hofgeismar, Germania
- 1978 — (27 aprilie - 14 iunie) - Galerie Aeugsterthal, Aeugsterthal. Zürich, Elveția
- 1978 — (8 noiembrie - 23 decembrie) - Galerie im Zielemp, Olten, Elveția, unde expune alături de Adolf Arzensek
- 1981 — Galeria Palette, Wuppertal, Germania
- 1981 — Firma Prisma, Warburg, Germania
- 1981 — Biroul notarial Kai-Nordemann, Berlin, Germania
- 1982 — Schollbrockhaus, Herne, Germania
- 1982 — Palais Glückstadt, Brockdorff, Germania
- 1983 — (11 septembrie - 7 octombrie) - Galeria Walther, Düsseldorf, Germania
- 1983 — (20 iunie - 22 august) - Galeria Baukunst, Köln, Germania
- 1984 — (septembrie - octombrie) - Parcul stațiunii, Bad Salzuflen, Germania
- 1984 — (22 martie - 15 aprilie) - Galeria Palette, Wuppertal, Germania
- 1985 — Galeria Palette, Röderhaus, Wuppertal, Germania
- 1986 — (februarie) - Galeria Schlosskeller, Fraubrunnen, Elveția
- 1986 — (19 septembrie - 12 octombrie) - Galeria Zürrer, Aesch-Basel, Elveția
- 1986 — (octombrie) - Galeria orașului, Arossa, Elveția
- 1987 — (28 august - 19 septembrie) - Allschwiler Kunst-Zentrum, Allschwil-Basel, Elveția
- 1990 — (9 martie - 17 martie) - Galeria Heimeshoff, Essen, Germania
- 1997 — (15 septembrie - 15 octombrie) - Galeria Il Quadro, Aachen, Germania

## Alte expoziții
- 1986 — Lugoj
- 1987 — Viena
- 1987 — Timișoara
- 1989 — Viena
- 1999 — München

## Premii și distincții
- 1968 — Premiul al II-lea la concursul republican pentru Monumentul Brigadierilor
- 1975 — Premiul Dr. Ludwig Lindner al Asociației Artiștilor Plastici R.B.K. din Wuppertal, Germania
- 1978 — Medalia de aur a Președintelui Republicii Italia la Bienala de sculptură pe o temă dantescă, Ravenna, Italia
- 1978 — Medalia de aur a Președintelui Consiliului de Miniștri al Italiei, Bienala de sculptură pe o temă dantescă, Ravenna, Italia
- 1984 — Premiul I la Festivalul Național - secția Artă a Cântării României
- 1998 — Premiul I la Bienala de sculptură mică – Arad, România
- 1999 — Premiul I la Bienala internațională de artă - Reșița, România
- 1999 — Premiul de excelență culturală oferit de Austrian Airlines

## Decorații
- 1972 — Medalia „25 de ani de la Proclamarea Republicii”
- 1980 — Medalia „Meritul Cultural” (Clasa I)
- 2000 — Ordinul național „Pentru Merit” în grad de Ofițer (1 decembrie 2000) „pentru realizări artistice remarcabile și pentru promovarea culturii, de Ziua Națională a României”[4]

### Articole (toate accesibile la 17 martie 2022)
- Despre Jecza Gallery
- Prezentarea Galeriei Jecza
- Expoziție Peter Jecza la Viena - articol scris la 5 iulie 2011, ora 12:06
- Anunț la decesul sculptorului - articol scris la 24 martie 2009